# Броштень (Яломіца)
Броштень, Броштені (рум. Broșteni) — село у повіті Яломіца в Румунії. Входить до складу комуни Іон-Роате.
Село розташоване на відстані 57 км на північний схід від Бухареста, 50 км на захід від Слобозії, 131 км на південний захід від Галаца, 141 км на південний схід від Брашова.

## Населення
За даними перепису населення 2002 року у селі проживали 1442 особи, з них 1440 осіб (99,9%) румунів. Рідною мовою 1441 особа (99,9%) назвала румунську.